# Никола Рицоли
Никола Рицоли (итал. Nicola Rizzoli; Мирандола, 5. октобар 1971) италијански је фудбалски судија. Судио је на Светском првенству у фудбалу 2014.